# Belippo
Genre
Belippo est un genre d'araignées aranéomorphes de la famille des Salticidae.

## Distribution
Les espèces de ce genre se rencontrent en Afrique subsaharienne.

## Liste des espèces
Selon World Spider Catalog (version 21.5, 04/08/2020) :
- Belippo anguina Simon, 1909
- Belippo attenuata Wesołowska & Haddad, 2014
- Belippo calcarata (Roewer, 1942)
- Belippo cygniformis Wanless, 1978
- Belippo eburnensis Wesołowska & Wiśniewski, 2020
- Belippo elgonensis Wesołowska & Wiśniewski, 2015
- Belippo ibadan Wanless, 1978
- Belippo meridionalis Wesołowska & Haddad, 2013
- Belippo milloti (Lessert, 1942)
- Belippo nexilis (Simon, 1909)
- Belippo pulchra Haddad & Wesołowska, 2013
- Belippo terribilis Wesołowska & Wiśniewski, 2015
- Belippo viettei (Kraus, 1960)

## Publication originale
- Simon, 1909 : Arachnides recueillis par L. Fea sur la côte occidentale d'Afrique. 2e partie. Annali del Museo Civico di Storia Naturale di Genova, vol. 44, p. 335-449 (texte intégral).